# ۱۲۵۲ (خورشیدی)
۱۲۵۲ هزار و دویست و پنجاه و دومین سال هجری خورشیدی است.